# Den fallande stjärnan
Den fallande stjärnan (franska: L'étoile filante) är en fransk dramakomedifilm från 2023. Filmen är regisserad av Dominique Abel och Fiona Gordon som även skrivit manus.
Filmen hade biopremiär i Sverige den 26 juli 2024, utgiven av Njutafilms.

## Handling
Filmen kretsar kring Boris som i sin ungdom var en revolutionär aktivist. Han har varit efterlyst under de senaste 35 åren. Det förflutna hinner till slut ikapp den gamle aktivisten när en dag kommer en mystisk beväpnad främling som törstar efter hämnd kommer till baren.

## Rollista (i urval)
- Fiona Gordon – Fiona
- Dominique Abel – Dom
- Kaori Ito – Kayoko
- Philippe Martz – Tim
- Bruno Romy – Georges
- Céline Laurentie – Patricia